# Spyker F8-VII
Spyker F8-VII (Force India VJM01) – samochód Formuły 1 zaprojektowany przez Johna McQuilliama, Mike’a Gascoyne’a, Marka Smitha i Jamesa Keya dla zespołu Spyker na sezon 2007. Był to jedyny samochód tego zespołu.
Od Grand Prix Włoch zespół wystawił specyfikację „B” tego samochodu. Modelu F8-VII użył zespół Force India w sezonie 2008, przemianowując jego nazwę na Force India VJM01. Zarówno w 2007, jak i 2008 roku za silnik posłużyły jednostki Ferrari 056H 2.4 V8.
Kierowcami samochodu byli Adrian Sutil (Spyker oraz Force India), Christijan Albers, Markus Winkelhock i Sakon Yamamoto (Spyker) oraz Sutil i Giancarlo Fisichella (Force India). Łącznie w 35 wyścigach kierowcy zdołali wywalczyć tym samochodem jeden punkt.

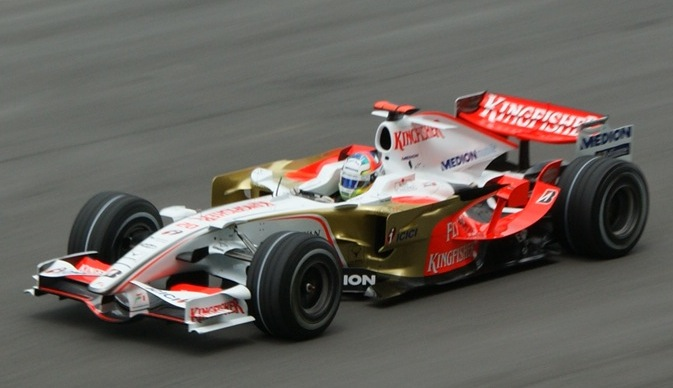
Force India VJM01

## Wyniki
| Legenda oznaczeń w tabelach wyników Wyświetl szablon na nowej stronie | Legenda oznaczeń w tabelach wyników Wyświetl szablon na nowej stronie                                                                     |
| Oznaczenie                                                            | Wyjaśnienie |
| --------------------------------------------------------------------- | --- |
| Złoty                                                                 | Zwycięzca lub mistrzostwo |
| Srebrny                                                               | 2. miejsce lub wicemistrzostwo |
| Brązowy                                                               | 3. miejsce lub II wicemistrzostwo |
| Zielony                                                               | Ukończył, punktował (w klasyfikacji generalnej, gdy zdobył co najmniej jeden punkt na przestrzeni sezonu, poza trzema powyższymi opcjami) |
| Niebieski                                                             | Ukończył, nie punktował (w klasyfikacji generalnej, gdy nie zdobył co najmniej jednego punktu na przestrzeni sezonu)                      |
| Czerwony                                                              | Nie zakwalifikował się (NZ) |
| Czerwony                                                              | Nie prekwalifikował się (NPK) |
| Różowy                                                                | Nie ukończył (NU) |
| Różowy                                                                | Niesklasyfikowany (NS) (w klasyfikacji generalnej, gdy nie został sklasyfikowany w żadnym wyścigu sezonu)                                 |
| Czarny                                                                | Zdyskwalifikowany (DK) |
| Czarny                                                                | Wykluczony (WYK/EX) |
| Biały                                                                 | Nie wystartował (NW) |
| Biały                                                                 | Kontuzjowany (K/INJ) |
| Biały                                                                 | Wyścig odwołany (OD/C) |
| Bez koloru                                                            | Został wycofany (WYC/WD) |
| Bez koloru                                                            | Nie przybył (NP/DNA) |
| Bez koloru                                                            | Nie brał udziału w treningach (NT/DNP) |
| Bez koloru                                                            | Nie został zgłoszony (–) |
| Pogrubienie                                                           | Start z pole position |
| Kursywa                                                               | Najszybsze okrążenie wyścigu |
| †                                                                     | Nie ukończył, ale jego rezultat został zaliczony ze względu na przejechanie więcej niż 90% dystansu wyścigu.                              |
| *                                                                     | Sezon w trakcie |
| 1/2/3                                                                 | Punktowana pozycja w sprincie kwalifikacyjnym                                                                                             |
| Lista systemów punktacji Formuły 1                                    | |

| Sezon | Zespół      | Silnik  | Opony | Kierowcy             | 1   | 2   | 3   | 4   | 5   | 6   | 7   | 8   | 9   | 10  | 11  | 12  | 13  | 14  | 15  | 16  | 17  | 18  | Pkt. | Msc. |
| ----- | ----------- | ------- | ----- | -------------------- | --- | --- | --- | --- | --- | --- | --- | --- | --- | --- | --- | --- | --- | --- | --- | --- | --- | --- | ---- | ---- |
| 2007  | Spyker      | Ferrari | B     |                      | AUS | MAL | BHR | ESP | MCO | CND | USA | FRA | GBR | EUR | HUN | TUR | ITA | BEL | JPN | CHN | BRA |     | 1    | 10   |
| 2007  | Spyker      | Ferrari | B     | Adrian Sutil         | 17  | NU  | 15  | 13  | NU  | NU  | 14  | 17  | NU  | NU  | 17  | 21  | 19  | 14  | 8   | NU  | NU  |     | 1    | 10   |
| 2007  | Spyker      | Ferrari | B     | Christijan Albers    | NU  | NU  | 14  | 14  | 19  | NU  | 15  | NU  | 15  |     |     |     |     |     |     |     |     |     | 1    | 10   |
| 2007  | Spyker      | Ferrari | B     | Markus Winkelhock    |     |     |     |     |     |     |     |     |     | NU  |     |     |     |     |     |     |     |     | 1    | 10   |
| 2007  | Spyker      | Ferrari | B     | Sakon Yamamoto       |     |     |     |     |     |     |     |     |     |     | NU  | 20  | 20  | 17  | 12  | 17  | NU  |     | 1    | 10   |
| 2008  | Force India | Ferrari | B     |                      | AUS | MAL | BHR | ESP | TUR | MCO | CND | FRA | GBR | DEU | HUN | EUR | BEL | ITA | SIN | JPN | CHN | BRA | 0    | –    |
| 2008  | Force India | Ferrari | B     | Adrian Sutil         | NU  | NU  | 19  | NU  | 16  | NU  | NU  | 19  | NU  | 16  | NU  | NU  | 13  | 19  | NU  | NU  | NU  | 16  | 0    | –    |
| 2008  | Force India | Ferrari | B     | Giancarlo Fisichella | NU  | 12  | 12  | 10  | NU  | NU  | NU  | 18  | NU  | 14  | 15  | 14  | 17  | NU  | 14  | NU  | 17  | 18  | 0    | –    |